# Octagon
Octagon — восьмой студийный альбом группы Bathory, вышедший в 1995 году.

## Об альбоме
Отзывы критиков об альбоме были преимущественно негативными. Рецензент из немецкого журнала Sonic Seducer отметил, что диск выдержан в трэш- и дэт-метал стилистике и звучит неимоверно агрессивно. Критик также выразил недовольство неоригинальными текстами песен, «повествующими о бесконечных убийствах», и общим однообразием композиций.

## Список композиций
| №                   | Название                       | Длительность |
| ------------------- | ------------------------------ | ------------ |
| 1.                  | «Immaculate Pinetreeroad #930» | 2:46         |
| 2.                  | «Born to Die»                  | 3:58         |
| 3.                  | «Psychopath»                   | 3:19         |
| 4.                  | «Sociopath»                    | 3:09         |
| 5.                  | «Grey»                         | 1:14         |
| 6.                  | «Century»                      | 4:08         |
| 7.                  | «33 Something»                 | 3:16         |
| 8.                  | «War Supply»                   | 4:41         |
| 9.                  | «Schizianity»                  | 4:17         |
| 10.                 | «Judgement of Posterity»       | 5:11         |
| 11.                 | «Deuce» (кавер на Kiss)        | 3:42         |
| Общая длительность: | Общая длительность:            | 39:40        |

## Участники записи
- Quorthon — гитара, вокал
- Kothaar — бас
- Vvornth — ударные